# Frankenstraße 45 (Stralsund)

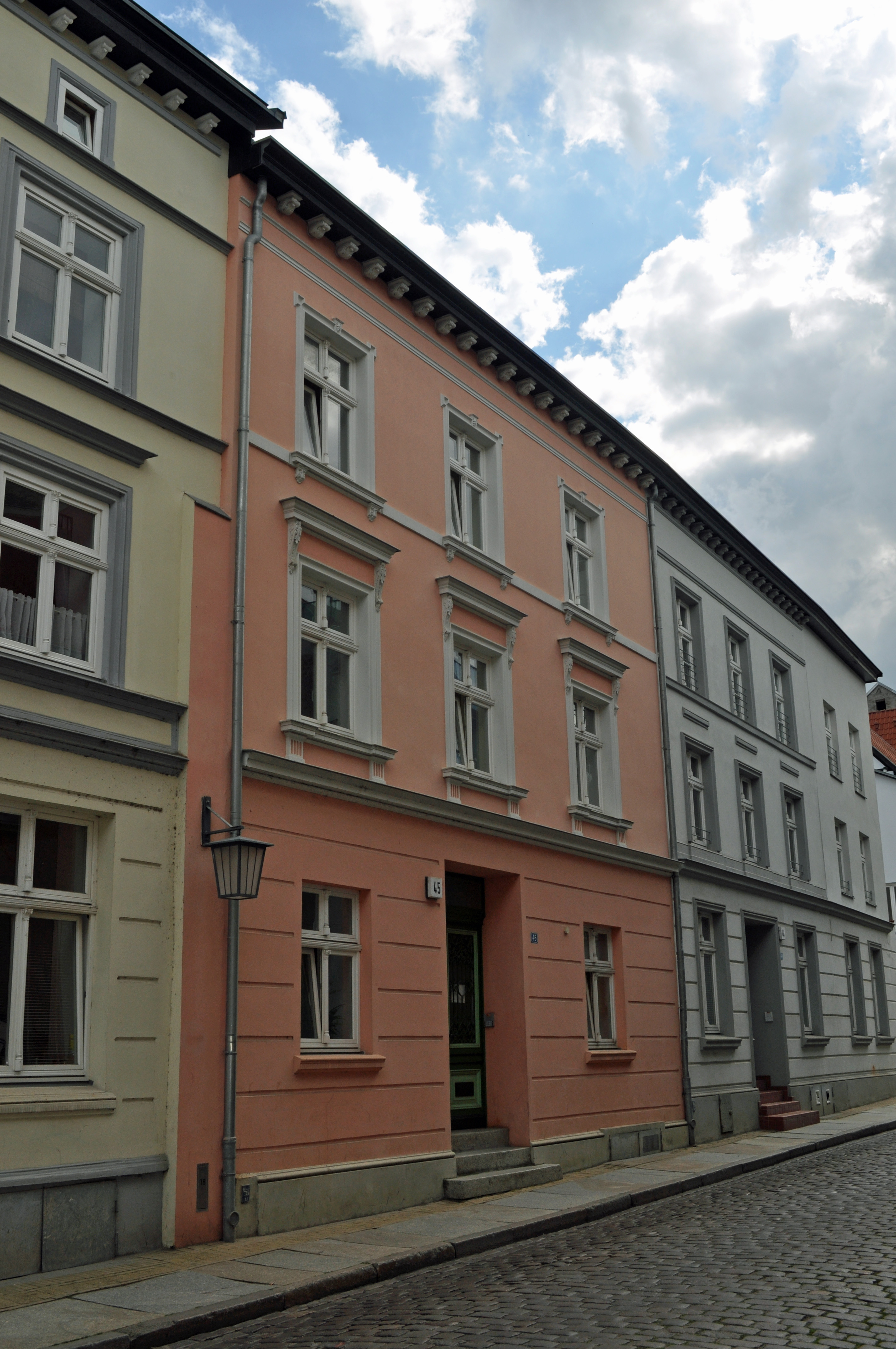
Das Haus Frankenstraße 45 Stralsund (2011)

Das Haus mit der postalischen Adresse Frankenstraße 45 ist ein unter Denkmalschutz stehendes Gebäude in der Frankenstraße in Stralsund.
Der dreigeschossige Putzbau wurde im Jahr 1732 als zweigeschossiges Traufenhaus errichtet. In der zweiten Hälfte des 19. Jahrhunderts wurde ein Geschoss aufgesetzt. Dabei wurde auch die Fassade neu gegliedert.
Das Haus liegt im Kerngebiet des von der UNESCO als Weltkulturerbe anerkannten Stadtgebietes des Kulturgutes „Historische Altstädte Stralsund und Wismar“. In die Liste der Baudenkmale in Stralsund aus dem Jahr 1997 ist es mit der Nummer 240 eingetragen.